# Marne Vive
Vous êtes invité à donner votre avis sur cette page de discussion, de manière argumentée en vous aidant notamment des critères d’admissibilité ou en présentant des sources extérieures et sérieuses.  
Après avoir apposé le modèle {{Admissibilité}} sur une page, suivez les étapes expliquées sur Wikipédia:Débat d'admissibilité/Aide :
| 1. | Créez la page de débat d'admissibilité.                                                                      | Sauvegardez d’abord la page pour l’initialiser puis indiquez votre motivation.    |
| 2. | Important : ajoutez une entrée dans la section Débat d'admissibilité du jour.                                | Utilisez ce texte : *{{L\|Marne Vive}}                                            |
| 3. | Pensez à informer les contributeurs principaux de la page et les projets associés lorsque cela est possible. | Utilisez ce texte : {{subst:Avertissement débat d'admissibilité\|Marne Vive}}~~~~ |

 (juillet 2020).
Si vous disposez d'ouvrages ou d'articles de référence ou si vous connaissez des sites web de qualité traitant du thème abordé ici, merci de compléter l'article en donnant les références utiles à sa vérifiabilité et en les liant à la section « Notes et références ».
Marne Vive est un syndicat mixte situé aux portes de Paris sur le bassin versant aval de la Marne (dans la partie la plus urbaine de son parcours). Il couvre les bords de Marne sur environ 30km mais également un de ses affluents, le ru de Chantereine.
Son objectif est d’améliorer la qualité de la rivière pour y permettre la baignade. Il œuvre également pour l’écologie de la Marne dans le cadre du Schéma d’Aménagement et de Gestion des Eaux (SAGE) Marne Confluence.
Ces membres se trouvent dans trois départements : Val-de-Marne, Seine-Saint-Denis et Seine-et-Marne. Le territoire compte environ 500 000 habitants.